# Sabalia jacksoni
Sabalia jacksoni är en fjärilsart som beskrevs av Emily Mary Bowdler Sharpe, 1890. Sabalia jacksoni ingår i släktet Sabalia och familjen fältspinnare, Brahmaeidae. Inga underarter finns listade i Catalogue of Life.